# Episcius platyrhinus
Episcius platyrhinus är en insektsart som först beskrevs av Ernst Friedrich Germar 1830.  Episcius platyrhinus ingår i släktet Episcius och familjen lyktstritar. Inga underarter finns listade i Catalogue of Life.